# Венерий
Венерий (итал. Venerio eremita; Пальмария, ок. 560 года — остров Тино, 630 год) — святой отшельник. День памяти — 13 сентября.
Святой Венерий родился на острове Пальмария. С молодых лет вёл жизнь, полную смирения, нестяжания, покаяния и молитвы в расположенном неподалёку монастыре Портовенере. Настоятельствовал в монастыре Портовенере, будучи поставленным папой римским Григорием Великим и епископом Луни Венансио. В течение определённого периода был также на Корсике, где дал жизнь новым монашеским общинам.
Провёл последние годы, живя в абсолютном уединении на острове Тино архипелага Ла-Специя, что в Лигурийском море, которому также принадлежат острова Тинетто и Пальмария.
Святой Венерий, как правило, разжигал костры на вершине острова Тино, чтобы указывать морякам путь в бурной ночи.
Умер в 630 году на острове Тино. На его могиле был построен сначала небольшой храм (VII век). Позднее там был построен монастырь бенедиктинцев (XI век), названный в его честь.
Согласно народной традиции, святым Венерием было введено использование латинского паруса в районе залива Ла-Специя.
Мощи святого, похоже, почивали в Луни, но из-за нападений викингов и мавров епископская кафедра была перенесена в Сарцану. Мощи св.Венерия, однако, были отправлены в Реджо-Эмилию, где они были помещены рядом с мощами св. Проспера Реджийского, а также свв. Космы и Дамиана, целителей безмездных. Позднее мощи святого были переданы в Тино, ныне находящееся в пределах епархии Ля Специя, где они были встречены в торжественной обстановке.
Праздник Святого Венерия ежегодно отмечается на острове Тино 13 сентября. В этот день из Ля Специи на остров к морю доставляется статуя св. Венерия и происходит благословение рыбацких лодок.